# RMS Titanic (videogioco)
RMS Titanic, o Titanic: The Recovery Mission sulla copertina dell'edizione nordamericana, è un videogioco pubblicato nel 1986 per Commodore 64 dalla Electric Dreams, una sussidiaria della Activision nel Regno Unito. L'obiettivo del gioco è il recupero del relitto del Titanic, mediante la simulazione di missioni di un veicolo sottomarino e della gestione necessaria a finanziare tutta l'impresa. Erano previste anche versioni per Amstrad CPC e ZX Spectrum, che non arrivarono mai alla pubblicazione.

## Trama
Il giocatore ha il controllo della Titanic Salvage Company, azienda che ha l'obiettivo di riportare a galla l'intero relitto del Titanic grazie a otto camere d'aria, che all'inizio del gioco sono già agganciate allo scafo, ma necessitano di essere attivate. La precedente attivazione automatica non è andata a buon fine, per cui è necessario un intervento manuale con il modernissimo batiscafo TS1, effettuando molte missioni di esplorazione del relitto dall'interno. L'impresa è sostenuta da diversi sponsor e ha l'attenzione della stampa.

## Modalità di gioco
Il gioco si svolge lungo una serie di giornate, ognuna con un tempo limitato a disposizione per compiere le varie azioni possibili. Non ci sono limiti di tempo totale per recuperare il relitto, ma il gioco termina in caso di esaurimento dei fondi economici destinati all'impresa. Il denaro è necessario per i costi di esercizio e per eventuali riparazioni e si può guadagnare con i contributi settimanali degli sponsor, la vendita di oggetti recuperati dal relitto, e altre donazioni tramite la stampa.
La schermata principale mostra un calendario del giorno e cinque icone di comando: immersione con il batiscafo, finanza (consultazione della situazione bancaria e degli sponsor), conferenze stampa, fine giornata e riposo dell'equipaggio, salvataggio della partita.
Il batiscafo può effettuare una missione al giorno, restando in contatto radio con la nave di appoggio. Si inizia scegliendo con un cursore uno tra cinque possibili punti di ingresso al relitto. L'esplorazione avviene quindi con visuale in prima persona dalla cabina di pilotaggio, ruotabile in tutte le direzioni. L'illuminazione è regolabile e l'immagine è disturbata da puntini in movimento, per simulare la difficoltà di visione. L'ambiente è formato da stanze collegate da porte, su più piani, e il mezzo si posiziona sempre al centro della stanza. Ogni stanza ha un nome che descrive la funzione che aveva, ed è individuabile anche dalle stanze vicine tramite uno scanner. Tramite un braccio robotico si possono raccogliere e trasportare fino a quattro oggetti. Questi potrebbero dover essere trovati e manipolati per risolvere problemi, come aprire porte bloccate; oppure si possono inviare alla nave di appoggio per analisi di laboratorio o per la vendita. Per ogni immersione si possono scattare sei foto. Si dispone di sei boe sonar, che si possono piazzare nelle stanze e usare poi come punti di riferimento, rilevandone direzione e distanza. Oltre che del tempo giornaliero si deve tener conto di ossigeno ed energia limitata; l'eventuale recupero del batiscafo disperso ha alti costi. Secondo il manuale, la disposizione dei luoghi corrisponde all'incirca al vero Titanic e gli oggetti più insoliti erano veramente parte del carico.
Sia gli sponsor sia la stampa possono periodicamente richiedere incontri, oppure si può provare a contattarli di propria iniziativa. Alle conferenze stampa i giornalisti di diverse testate fanno domande alle quali si può facoltativamente dare risposte a scelta multipla in inglese. Possono anche chiedere di fornirgli le foto scattate. Generalmente è necessario mantenere la stampa soddisfatta per migliorare l'immagine e le sponsorizzazioni.

## Accoglienza
RMS Titanic fu generalmente molto apprezzato dalla critica europea dei suoi tempi. Ricevette molti giudizi complessivi equivalenti a 80% o più. Secondo la rivista Commodore Time 4 era un titolo imperdibile e un "cocktail esplosivo di intelligenza, strategia e azione".